# История подводного флота России

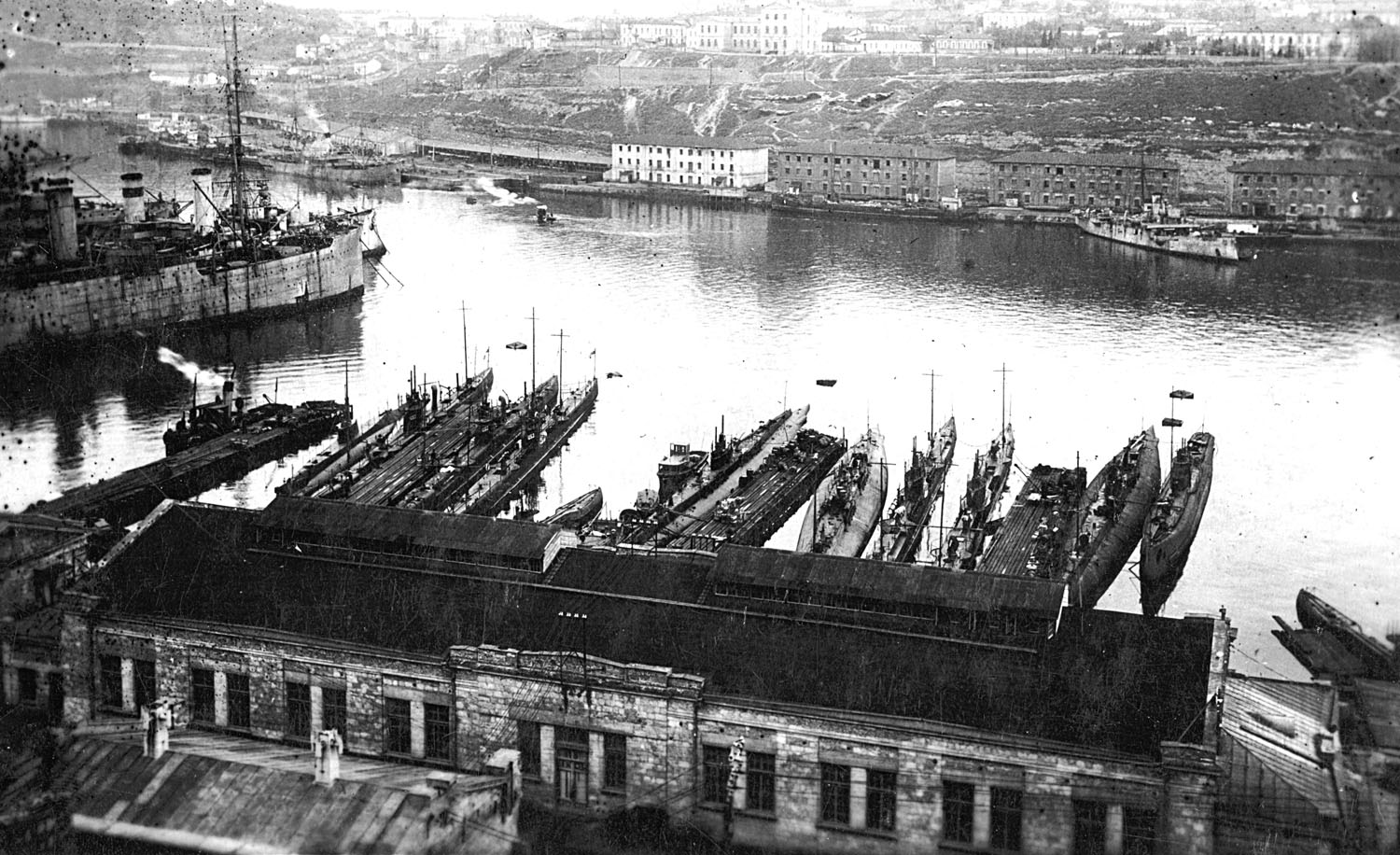
Подводные лодки Бригады подводного плавания Черноморского флота в Севастополе в мае 1918

История подводного флота России — совокупность событий, связанных с возникновением и развитием подводного флота в Российской империи, СССР и Российской Федерации.

## Подводные лодки императорского флота

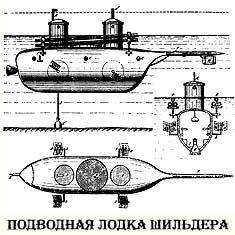
Подводная лодка К. А. Шильдера

Прототип подводной лодки, которая могла использоваться по прямому назначению, был создан в России в 1834 году Шильдером Карлом Андреевичем. Двигателя на борту не было, лодка приводилась в движение
мускульной силой, для чего оснащалась механическими «ластами». По задумке, передвигаясь под водой до трёх часов, аппарат мог приблизиться к вражескому
кораблю и поразить его пороховой миной с электрическим взрывателем. На лодку были назначены два штатных командира и экипаж в количестве 12 человек.

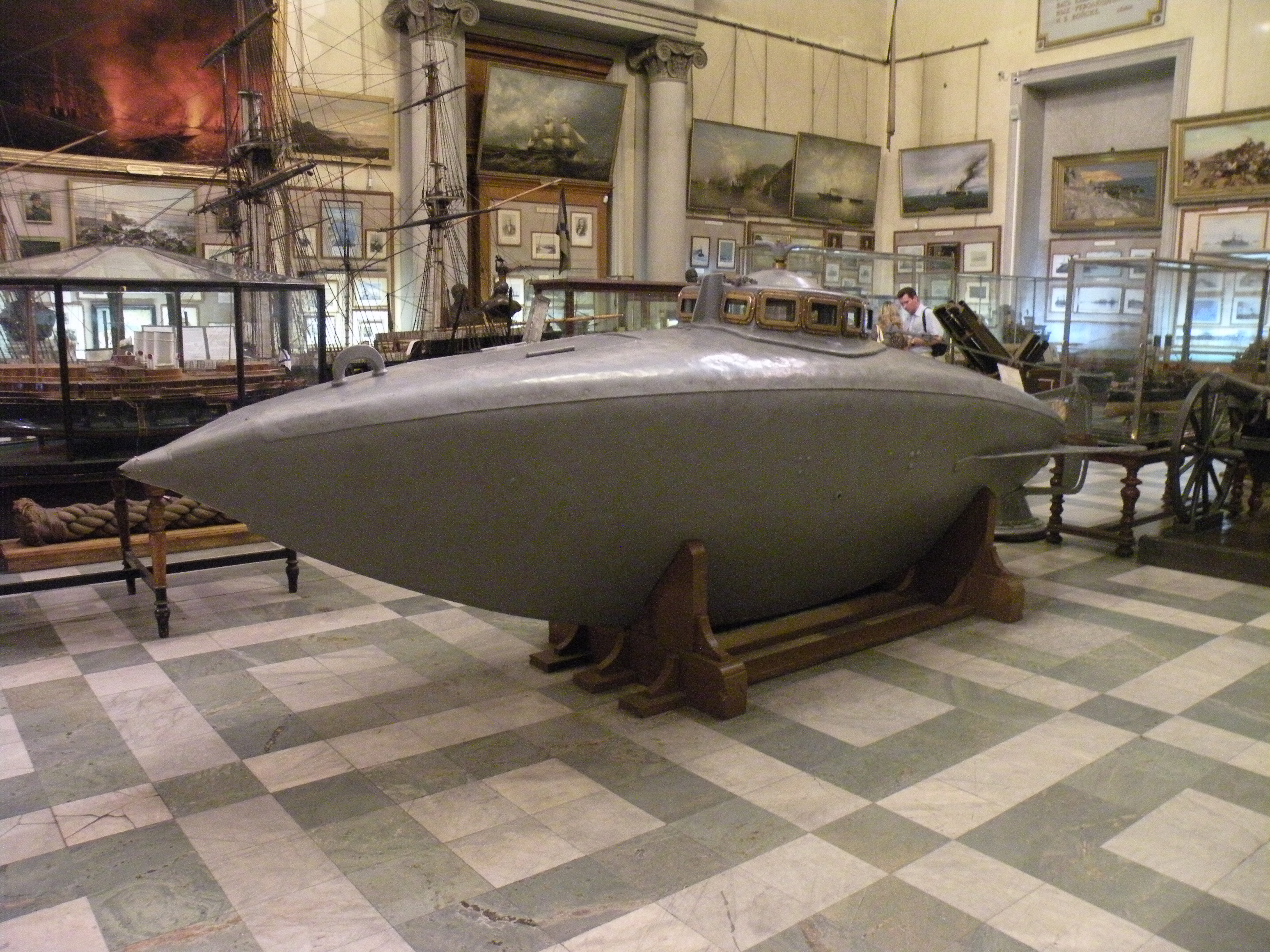
Подводная лодка Джевецкого. Экспонат военно-морского музея СПб.

Первым конструктором серийных подводных лодок стал Степан Карлович
Джевецкий. Будущий император Александр III следил за испытанием подводного аппарата небольшого водоизмещения, после чего из казны были выделены деньги на серию из 50 подводных лодок. Они приводились в движение при помощи мускульной силы, на вооружении лодок было по две мины, сами аппараты предназначались для защиты морских крепостей. По сравнению с броненосцами того времени эти корабли выглядели слабыми и прослужили до 1886 года.

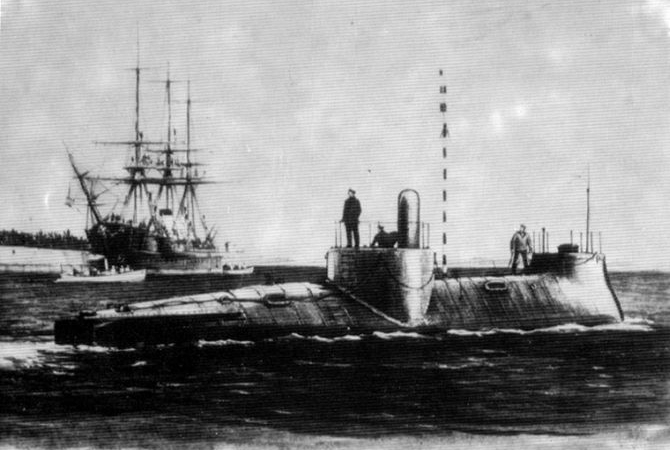
Подводная лодка Александровского

В 1866 была выпущена 350-тонная лодка Ивана Федоровича Александровского. Она могла погружаться и относительно долго передвигаться под водой, используя поршневые пневматические машины,
питавшиеся сжатым воздухом от 200 чугунных баллонов.
Днём образования подводного флота принято считать 19 марта 1906 года, когда был подписан императором Николаем II указ о выведении из состава миноносных сил двадцати подводных лодок-миноносцев, которые успешно выполняли погружения с 1902 по 1905 годы.
В 1903—1904 году на Балтийском заводе была построена первая русская боевая подводная лодка «Дельфин» по проекту ученого И. Г. Бубнова с бензиновым мотором и электродвигателем. Несмотря на неизбежные проблемы в эксплуатации, служившие на ней моряки с энтузиазмом и самоотверженностью отрабатывали правила и приемы повседневной эксплуатации и боевого применения подводных лодок.
В 1903 году была принята десятилетняя судостроительная программа Морского министерства. Она предполагала построить к 1914 году 10 подводных лодок. 2 января 1904 года Балтийскому заводу был выдан заказ на постройку подводной лодки типа «Касатка» водоизмещением 140 тонн по проекту Бубнова и Беклемишева.
После начала Русско-японской войны царское правительство искало пути усиления военно-морской группировки на Дальнем Востоке. В Германии были приобретены три субмарины типа «Карп» и электроход «Форель». Ещё две подлодки «Осетр» и «Сом» были куплены в США. В ноябре 1904 года во Владивосток по железной дороге отправились шесть подводных лодок, из которых был сформирован отряд миноносцев.
В 1912 году Балтийский судостроительный завод построил дизельную подводную лодку типа «Барс», развивающую скорость 11,5 узлов (21,3 км/ч)/ 8,5 узлов (15,7 км/ч) при глубине погружения 90 метров.
Вооружение состояло из двенадцати торпедных аппаратов, двух артиллерийских орудий и одного пулемёта. В том же году на заводе Наваль в Николаеве был построен первый в мире подводный минный заградитель «Краб». В 1915—1916 годах в состав Балтийского флота вступили семь подводных лодок типа «Барс» и пять — типа «Американский Голланд», купленных в Америке и собранных в России. Кроме того, союзная Англия направила в Балтийское море десять подводных лодок типов «Е» и «С». В период Первой мировой войны эти подразделения совершили 78 боевых походов, уничтожив два крейсера и 16 транспортных судов противника.
Бригада подводного плавания Черноморского флота активно участвовала в Первой мировой войне на Чёрном море. Лодки вели позиционную службу, выставляли минные заграждения, проводили разведку. Суммарно подводные силы потопили до 300 турецких каботажных судов. Капитан 1-го ранга М. А. Китицын первый по количеству побед и второй по потопленному тоннажу подводник Российского Императорского флота, он одержал 36 побед, потопив суда общей валовой вместимостью 8973 брутто-регистровых тонны. Командир бригады подводного плавания — капитан 2-го ранга В. Е. Клочковский.

## Подводный флот в период советской власти
Развитие подводного флота в советский период началось со строительства шести
подводных лодок I серии типа «Декабрист», которые, в отличие от «Барсов», были двухкорпусными, как и все последующие типы советских лодок. Для разработки проекта было создано КБ «Техбюро № 4 Балтийского завода», под руководством инженера-кораблестроителя Бориса Михайловича Малинина. Основными авторами проекта были К. И. Руберовский и Б. М. Малинин.
Малинин позднее вспоминал в своей автобиографии: «Приходилось одновременно решать три задачи, тесно связанные друг с другом: вести разработку и постройку лодок, тип которых у нас был до того времени неизвестен; создавать и немедленно практически использовать теорию подводных лодок, которой у нас в Союзе также не было; воспитывать в процессе проектирования кадры конструкторов-подводников».

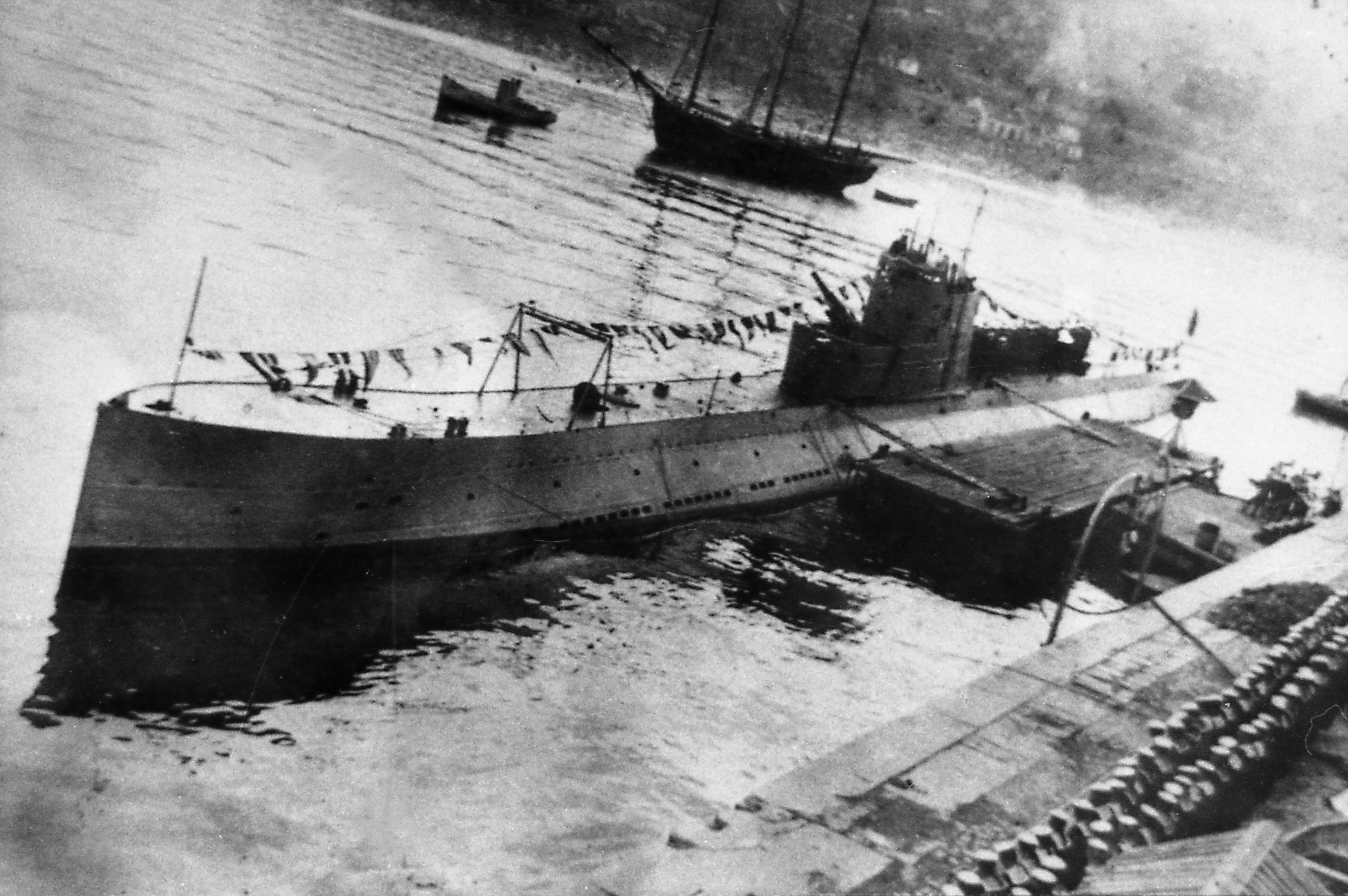
Л-4 «Гарибальдиец», вступление в строй, 1933 г.

В 1933 году судостроительная промышленность поставила флоту подводные корабли II серии типа «Л» (по названию головной подводной лодки «Ленинец»). Помимо торпедного вооружения, на них впервые появились трубы для постановки якорных мин заграждения. В 1933 году на вооружение флотов начали поступать подводные лодки типа «Щ» («Щука»), и к 1941 году их было уже 84. Самыми многочисленными были лодки типа «М» — «Малютка», которые начали строиться с 1934 года. Подводная лодка типа «К» (сокращение от «крейсерская») стала прототипом будущих советских океанских лодок. Вооружение состояло из десяти торпедных аппаратов, двух орудий и двух пулеметов. Скорость в надводном и в подводном положении составляла 21,1/10,3 уз (39/19 км/ч), а дальность плавания соответствовала крейсеру — 176 миль (326 км). Экипаж состоял из 62 человек. В 1940 году К-1 вошла в состав Северного флота.

### Подводный флот в годы Великой Отечественной войны
К началу Великой Отечественной войны Советский Союз располагал 212 подводными
лодками: 15 — на Северном флоте, 69 — на Балтийском, 47 — на Черноморском и 81 — на
Тихоокеанском. В учебники военной истории вошёл рассказ о мужестве,
проявленном экипажем подводной лодки Черноморского флота М-32. В июне 1942 года она
доставила в осажденный Севастополь боеприпасы и бензин. Не успев до рассвета
полностью разгрузиться, корабль был вынужден лечь на грунт в бухте и оставаться там
шестнадцать часов. Из цистерн главного балласта пары бензина поступали в отсеки. С трудом экипажу удалось запустить
двигатель и выйти в море. Особенно результативными на завершающем этапе войны были
действия подводников Балтики. 30 января 1945 года подводная лодка С-13 под
командованием капитана 3 ранга А. И. Маринеско атаковала и потопила фашистский
лайнер «Вильгельм Густлов». Через десять дней лодка торпедировала немецкий транспорт
«Генерал фон Штойбен». На этих судах находилось около 10 тысяч фашистских солдат и
офицеров, в том числе 1300 членов экипажей подводных лодок, огромное количество
военной техники. Кроме уничтожения вражеских кораблей и транспортов, подводные
лодки ставили минные заграждения, вели разведку, перевозили людей, грузы и горючее.
23 подводные лодки были награждены орденом Красного Знамени, двенадцать стали гвардейскими, а четыре из них — гвардейскими и краснознаменными. Около тысячи подводников удостоились государственных наград, а
двадцать стали Героями Советского Союза.

### Атомный подводный флот

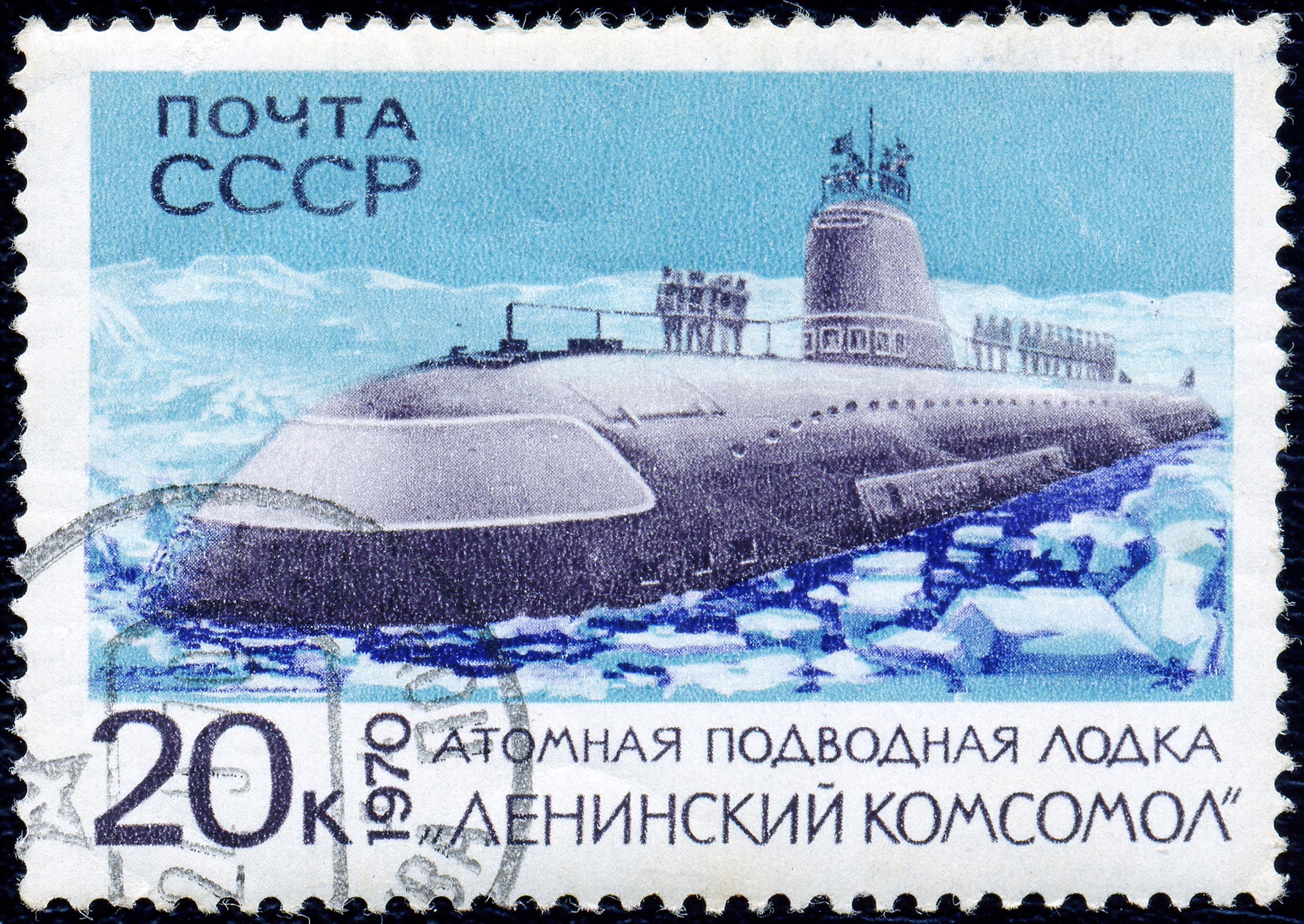
Марка СССР «Ленинский Комсомол», 1970 г.

Создание новых подводных лодок в первом послевоенном десятилетии велось с учётом опыта войны, научных и технических достижений промышленности. Это были дизель-электрические лодки, вооружённые торпедами и артиллерией. По
боевому предназначению подводные лодки новых проектов предусматривались двух типов: средние (морские) и большие (океанские) с повышенной автономностью плавания. За шесть лет и три месяца была построена первая советская подлодка с атомной энергетической установкой К-3, получившая позже название «Ленинский комсомол». В июне 1962 года она прошла подо льдами Северного Ледовитого океана, дважды пересекла точку Северного
полюса, где подводники установили государственный флаг СССР.
В сентябре 1963 года, преодолев под ледяным куполом свой путь, экипаж атомохода впервые в истории всплыл точно на географическом Северном полюсе.
В 1973 году вступила в строй атомная подводная лодка проекта 670, оснащенная новым видом оружия — ракетным комплексом «Аметист» с подводным стартом восьми крылатых ракет.
В 1980-х в СССР было начато строительство крупнейших атомных подлодок проекта 941 «Тайфун». Баллистические ракеты, находившиеся на борту «Тайфуна», имели дальность полёта до 10 тысяч км. В 1985 году ВМФ принял на службу новые подводные лодки проекта 971 «Акула», предназначенные для поиска, обнаружения, слежения, уничтожения подводных или надводных ударных группировок, а также нанесения ударов по береговым объектам.

## Подводный флот в Российской Федерации
В 1990-е годы, после распада СССР, в России большое количество атомных подводных лодок были разрезаны на металл в рамках договора о разоружении. Из-за дефицита финансирования не хватало денег на текущий ремонт кораблей. В 1996 году в Северодвинске была осуществлена закладка первого ракетного подводного крейсера 4-го поколения проекта 995 «Борей».
В 2008 году первый «Борей», получивший имя «Юрий Долгорукий», вступил в строй флота. Второй и третий — «Александр Невский» и «Владимир Мономах» приступили к несению службы в 2010 и 2011 годах соответственно. В составе четырёх флотов ВМФ России на 2015 год насчитывалось 76 подводных лодок разных типов.

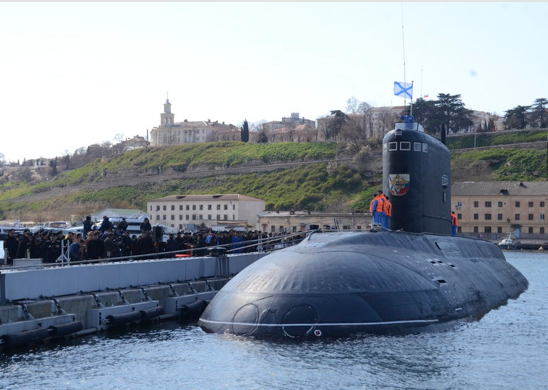
Дизель-электрическая подводная лодка «Великий Новгород»

К 110-летию российского подводного флота, в марте 2016 года была спущена на воду дизель-электрическая подводная лодка «Великий Новгород».
В сентябре 2017 года лодка из подводного положения в восточной части Средиземного моря дважды наносила удары крылатыми ракетами по объектам террористической группировки «Исламское государство» в Сирии, уничтожив важные пункты управления, базы подготовки и бронетехнику террористов, принимавших участие в попытке захвата 29 российских военных полицейских на севере провинции Хама.

### Потери на подводном флоте
За послевоенные годы погибло 12 советских и российских подводных лодок, суммарно в катастрофах и авариях погибло свыше 800 подводников.